# Khánh Kỵ
Khánh Kỵ (chữ Hán: 慶忌, phiên âm tiếng Anh: Qingji) hay còn được biết đến với tên công tử Khánh Kỵ là một nhân vật trong lịch sử Trung Quốc. Khánh Kỵ là con trưởng của vua nước Ngô (Ngô vương Liêu), ông sống cùng thời với Tôn Tử, Ngũ Tử Tư,... Ông đã có một cuộc tranh giành quyền lực quyết liệt với công tử Quang mà sau này đã lên ngôi lấy hiệu là Hạp Lư.
Sau khi vua Ngô bị công tử Quang thuê một sát thủ là Chuyên Chư giả vờ dâng đồ ăn (món cá) và giấu thanh kiếm trong đó bất ngờ giết chết, công tử Khánh Kỵ mất sự ủng hộ chính trị phải chạy trốn sang nước khác tìm thời cơ về Ngô báo thù. Khánh Kỵ thề sẽ báo thù cho cha đồng thời mượn sức nước Vệ để đánh nước Ngô.

## Bị ám sát

Khánh Kỵ bị đâm

Biết tin Khánh Kỵ đang tìm cách báo thù, để loại trừ chướng ngại trên con đường bá nghiệp của mình, công tử Quang đã cho mời đại thần là Ngũ Tử Tư để bàn kế sách, Ngũ Tử Tư tiến cử Yêu Ly, và nghĩ kế dùng Yêu Ly để ám sát Khánh Kỵ. Để nhận được sự tin tưởng của Khánh Kỵ, công tử Quang đã dùng khổ nhục kế, khép Yêu Ly vào trọng tội rồi chặt mất tay phải, giết chết cả vợ con sau đó để Yêu Ly qua gặp Khánh Kỵ. Yêu Ly gặp Khánh Kỵ, xin báo thù giùm mình, đồng ý chiêu nạp để cùng báo thù vua Ngô. Khánh Kỵ không biết đây là gian kế mặt khác thấy cánh tay Yêu Ly đầm đìa máu nên đã vô cùng tin tưởng, cho làm bộ hạ, ông tin dùng Yêu Ly và kết làm tâm phúc.
Yêu Ly lưu lại bên Khánh Kỵ, giúp ông vạch kế hoạch tấn công nước Ngô, dần dần trở thành thủ túc thân tín của Khánh Kỵ. Trong một chiến dịch xuất quân phục hận, Khánh Kỵ cùng ngồi chung trên một chiếc thuyền. Khi Khánh Kỵ đưa binh sĩ và thuyền bè xuôi dòng sông tiến đánh Ngô. Khánh Kỵ cùng ngồi chung thuyền với Yêu Ly, Yêu Ly nhân lúc Khánh Kỵ không để ý đã cầm giáo đâm lém vào bụng của ông. Tuy vậy Khánh Kỵ là một người có sức mạnh phi thường nên đã phản kháng, xách ngược Yêu Ly lên dìm đầu xuống nước nhiều lần rồi lại để lên trên đầu gối, cúi nhìn rồi cười mà bảo rằng: "Thiên hạ còn có dũng sĩ dám cả gan đâm ta !".
Quân sĩ bèn xúm lại đâm Yêu Ly, Khánh Kỵ ra lệnh lui quân và bảo rằng: "Người này là dũng sĩ! Chớ nên trong một ngày mà để chết hai dũng sĩ của thiên hạ. Đừng giết hắn làm gì, nên tha cho hắn về Ngô để tỏ lòng trung của hắn."
Sau đó, Yêu Ly tự cho là mình bất nhân, bất nghĩa, bất trí: "Vì đạo thờ vua mà giết cả vợ con, thế là bất nhân; vì vua mới mà giết con vua cũ, thế là bất nghĩa; nên việc cho người mà đến nỗi tàn hại cả thân thể, cả vợ con, thế là bất trí. Đã phạm ba điều ấy, còn mặt nũi nào mà đứng trên cõi đời nữa!" nên tự sát chết.
Sau khi Khánh Kỵ chết, công tử Quang đã loại bỏ được chướng ngại vật và đã nhanh chóng lên ngôi. Việc Yêu Ly chấp nhận chặt cánh tay để tiếp cận và giết Khánh Kỵ được coi là khổ nhục kế trong 36 kế sách, theo đó, khổ nhục kế là một kế ly gián đặc biệt, khi dùng kế này, người "tự hại" là thật, "người hại" là giả, dùng thật để làm lu mờ giả, phải làm ra vẻ như có mâu thuẫn nội bộ, nhân cơ hội đó thâm nhập vào nội bộ kẻ địch tiến hành hoạt động gián điệp, tiến hành thao túng và đánh bại kẻ địch.